# Heleioporus barycragus
Heleioporus barycragus är en groddjursart som beskrevs av Lee 1967. Heleioporus barycragus ingår i släktet Heleioporus och familjen Limnodynastidae. IUCN kategoriserar arten globalt som livskraftig. Inga underarter finns listade i Catalogue of Life.